# Chris Hamilton
Christopher Hamilton (født 18. maj 1995 i Bendigo) er en cykelrytter fra Australien, der er på kontrakt hos Team Picnic-PostNL.